# Stoffbesitzer
Stoffbesitzer ist ein steuerrechtlicher Begriff und bezeichnet eine natürliche Person ohne eigenes Brenngerät, die in einer Abfindungsbrennerei selbstgewonnene Obststoffe zu Alkoholerzeugnissen verarbeiten lässt. Grundlage ist der § 11 des Alkoholsteuergesetzes. Stoffbesitzer gibt es in dieser Form nur in Deutschland.

## Voraussetzungen
- Beim Stoffbesitzerbrennen dürfen nur selbstgewonnene Obststoffe gebrannt werden. Als selbstgewonnen gelten Stoffe, die vom Stoffbesitzer als Eigentümer, Nießbraucher oder Pächter geerntet (z. B. Obst) oder von ihm oder seinen Beauftragten gesammelt (z. B. wildwachsende Beeren und Wurzeln) oder in einem von ihm für eigene Rechnung geführten Betrieb erzeugt worden sind (z. B. Wein, Weintrester, Weinhefe; § 1 Abs. 1 Nr. 2 des Alkoholsteuergesetzes und § 1 Nr. 8 der Alkoholsteuerverordnng).
- Der Stoffbesitzer darf bis zu 50 l Alkohol im Kalenderjahr erzeugen (§ 11 Abs. 1 des Alkoholsteuergesetzes).
- In einem Haushalt darf nur eine Person Stoffbesitzer sein (§ 11 Abs. 2 Alkoholsteuergesetz).
- Die Alkoholermittlung erfolgt nach den Grundsätzen der Ausbeuteermittlung bei Abfindungsbrennereien (§ 24 der Alkoholsteuerverordnung).
- Stoffbesitzer können wie Abfindungsbrenner im Abschnitt brennen (150 Liter in drei Jahren, § 12 des Alkoholsteuergesetzes).
- Stoffbesitzer dürfen den Alkohol reinigen (feinbrennen; § 11 Abs. 1 des Alkoholsteuergesetzes).

Der Stoffbesitzer benötigt keine förmliche Erlaubnis der Zollbehörden; die Anmeldung erfolgt durch die Abgabe einer Abfindungsanmeldung für Stoffbesitzer beim Hauptzollamt Stuttgart. Er hat die gleichen Rechte und Pflichten, die auch ein Brennereibesitzer hat, denn er ist Herr des Verfahrens. Die Abfindungsanmeldung gibt er in eigenem Namen ab. Der Abfindungsbrenner nimmt den Abtrieb in seiner Brennerei für den Stoffbesitzer nur im Auftrag vor. Für die Einhaltung von Hygienevorschriften, Zollvorschriften etc. ist der Stoffbesitzer selbst verantwortlich.

## Geschichte
Vom Ende des Branntweinmonopols sind auch die Stoffbesitzer betroffen. Sie verloren ab dem 1. Januar 2018 die Möglichkeit, Branntwein subventioniert abzuliefern. Dafür wurde das bisher auf Süddeutschland beschränkte Recht auf das gesamte Bundesgebiet ausgeweitet.

## Verband und Fachzeitschrift (Deutschland)
Der Bundesverband der deutschen Klein- und Obstbrenner e.V. vertritt auch die Interessen der Stoffbesitzer. Bundesvorsitzender dieses Verbands ist Alois Gerig. Monatlich erscheint im Eugen-Ulmer-Verlag, Stuttgart, die Fachzeitschrift „Kleinbrennerei“.